# Базар'янська сільська рада
Базар'я́нська сільська́ ра́да — колишня адміністративно-територіальна одиниця та орган місцевого самоврядування в Татарбунарському районі Одеської області. Адміністративний центр — село Базар'янка.

## Загальні відомості
- Територія ради: 23,7 км²
- Населення ради: 1 153 особи (станом на 2001 рік)
- Водоймища на території, підпорядкованій даній раді: лиман Бурнас

## Населені пункти
Сільській раді були підпорядковані населені пункти:
- с. Базар'янка

## Історія
14.11.1945 село Люксембург Базарянської сільради Тузлівського району Ізмаїльської області перейменували на село Ясногородка.

## Населення
Згідно з переписом УРСР 1989 року чисельність наявного населення сільської ради становила 1055 осіб, з яких 477 чоловіків та 578 жінок.
За переписом населення України 2001 року в сільській раді мешкали 1153 особи.

### Мова
Розподіл населення за рідною мовою за даними перепису 2001 року:
| Мова       | Відсоток |
| ---------- | -------- |
| українська | 84,48 %  |
| російська  | 9,89 %   |
| молдовська | 3,73 %   |
| болгарська | 1,47 %   |
| білоруська | 0,26 %   |

## Склад ради
Рада складається з 16 депутатів та голови.
- Голова ради: Бурдужа Світлана Костянтинівна
- Секретар ради: Патько Леся Миколаївна

### Керівний склад попередніх скликань
| Прізвище, ім'я, по батькові    | Основні відомості                                                 | Дата обрання | Дата звільнення |
| ------------------------------ | ----------------------------------------------------------------- | ------------ | --------------- |
| Литвиненко Микола Михайлович   | Сільський голова, 1953 року народження, безпартійний              | 26.03.2006   | 31.10.2010      |
| Бурдужа Світлана Костянтинівна | Сільський голова, 1964 року народження, освіта вища, позапартійна | 31.10.2010   |                 |

Примітка: таблиця складена за даними сайту Верховної Ради України

### Депутати
За результатами місцевих виборів 2010 року депутатами ради стали:

#### За суб'єктами висування
| Суб'єкт висування | Кількість обраних депутатів | %    |
| ----------------- | --------------------------- | ---- |
| Самовисування     | 9                           | 56,3 |
| Партія регіонів   | 7                           | 43,8 |

#### За округами
| № округу        | Прізвище, ім'я, по батькові         | Дата визнання обраним | Освіта             | Партійна приналежність                | Відомості про обраного депутата                                     |
| --------------- | ----------------------------------- | --------------------- | ------------------ | ------------------------------------- | ------------------------------------------------------------------- |
| Партія регіонів |                                     |                       |                    |                                       |                                                                     |
| 7               | Целіщева Ірина Валеріївна           | 03.11.2010            | вища               | член Партії регіонів                  | ВАТ СП «Чорноморська перлина», бухгалтер                            |
| 9               | Попова Ольга Юріївна                | 03.11.2010            | вища               | член Партії регіонів                  | Базар'янська сільська бібліотека, бібліотекар                       |
| 10              | Зубова Марія Антонівна              | 03.11.2010            | вища               | член Партії регіонів                  | Базар'янська загальноосвітня школа, вчитель                         |
| 11              | Звєздун Сергій Анатолійович         | 03.11.2010            | середня спеціальна | член Партії регіонів                  | ВАТ СП «Чорноморська перлина», заступник начальника охорони         |
| 12              | Зубова Наталія Олександрівна        | 03.11.2010            | вища               | член Партії регіонів                  | тимчасово не працює                                                 |
| 14              | Жуковська Марія Павлівна            | 03.11.2010            | середня спеціальна | член Партії регіонів                  | ВАТ СП «Чорноморська перлина», бригадир                             |
| 16              | Дроботенко Оксана Георгіївна        | 03.11.2010            | середня спеціальна | член Партії регіонів                  | ВАТ «Фармацея», фармацевт                                           |
| Самовисування   |                                     |                       |                    |                                       |                                                                     |
| 1               | Подоляка Любов Дмитрівна            | 03.11.2010            | середня спеціальна | позапартійна                          | ВАТ СП «Чорноморська перлина», завідувачка складом                  |
| 2               | Литвиненко Любов Володимирівна      | 03.11.2010            | середня спеціальна | позапартійна                          | пенсіонер                                                           |
| 3               | Заболотських Олександр Валентинович | 03.11.2010            | середня            | позапартійний                         | ВАТ СП «Чорноморська перлина», інженер — механік виноробного заводу |
| 4               | Гайдаржи Ігнат Федорович            | 03.11.2010            | вища               | позапартійний                         | ВАТ СП «Чорноморська перлина», агроном                              |
| 5               | Токар Павло Григорович              | 03.11.2010            | вища               | позапартійний                         | ВАТ СП «Чорноморська перлина», бригадир                             |
| 6               | Тітяпкін Сергій Григорович          | 03.11.2010            | вища               | позапартійний                         | ВАТ СП «Чорноморська перлина», бригадир                             |
| 8               | Асаула Світлана Миколаївна          | 03.11.2010            | середня спеціальна | позапартійна                          | ВАТ СП «Чорноморська перлина», секретар                             |
| 13              | Патько Леся Миколаївна              | 03.11.2010            | вища               | член Політичної партії «Наша Україна» | Базар'янська сільська рада, секретар                                |
| 15              | Лукашенко Катерина Анатоліївна      | 03.11.2010            | вища               | позапартійна                          | ВАТ СП «Чорноморська перлина», бухгалтер                            |